# 合田泰吾
合田 泰吾（ごうだ だいご、7月10日 - ）は、元高知さんさんテレビのアナウンサー。高知県土佐市出身。
eスポーツブランド「RAGE」が実施するVALORANTやAPEXの大会演出を経て、現在はNTT docomoでコンテンツを制作している。

## 担当番組
- FNNスピーク
- 地域密着テレビ SUNSUN元気屋本舗！[1]
- 生活情報サタデーウィークリーマガジン サタ★マガ[3]
- SUNSUNスーパーニュース[1]
- 高島康彰プロのみんなでゴルフ[1]
- おちゃのまLive さんスタ![4]
- SUNSUN みんなのニュース - 天気コーナー担当[4]
- さんさんプライムニュース